# Ordine dello Speron d'oro
L'Ordine della Milizia Aurata, meglio conosciuto con il nome di Ordine dello Speron d'oro, è un ordine cavalleresco pontificio conferito a coloro che si siano prodigati per diffondere il messaggio della Chiesa, o a coloro che abbiano contribuito alla gloria della Chiesa con le armi, gli scritti, o con altri atti illustri.
L'ordine è quiescente dal 2019, anno della morte dell'ultimo insignito, il granduca Giovanni di Lussemburgo anche se ancora esistente nelle famiglie che ottennero la nobiltà ereditaria entrando nella Milizia Aurata

## Storia

### Le origini

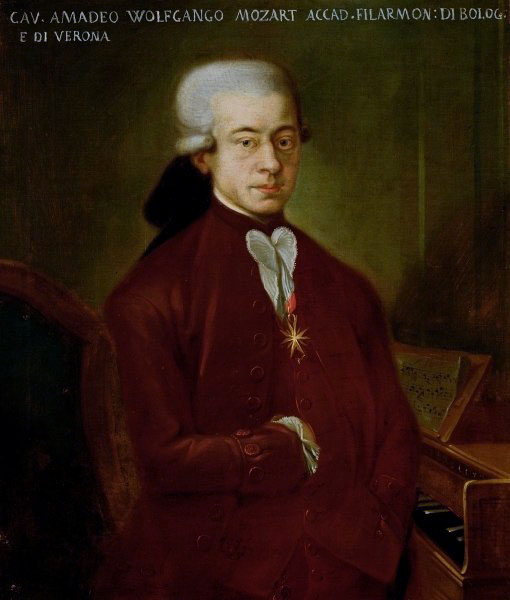
Wolfgang Amadeus Mozart con la medaglia dell'Ordine dello Speron d'oro. Egli fu uno dei più famosi decorati dell'Ordine.

L'origine è incerta, ma anteriore al XVI secolo.
Precedentemente alle riforme di Gregorio XVI e Pio X, la Milizia Aurata non era un Ordine Cavalleresco, bensì un titolo nobiliare, più precisamente di dignità gentilizia e di pertinenza pontificia, concesso per collazione diretta o subcollazione, grazie al quale si accedeva alla nobiltà ereditaria derivante da tale conferimento pontificio. Il titolo era conferito previo "esame" del candidato e del suo genus (vi è un documento che lo comprova presso l'archivio Sforza-Cesarini di Milano), in quanto era conferito a nobili (diversamente dal Palatinato, privo di tale condizione iniziale), preferibilmente di nobiltà generosa, eventualmente per riconoscimento di maturata condizione gentilizia (more nobilium). Nei rari casi in cui fu concessa a geni di tutti i tempi, nell'ambito delle arti, soprattutto, era necessario riconoscerne prima, per sovrane prerogative pontificie, la maturata condizione di nobiltà gentilizia della famiglia, altrimenti il titolo, essendo di rango, non poteva essere conferito. La Milizia Aurata concedeva, per tradizione, anche il privilegio del titolo di Conte Palatino, mentre il palatinato (Conte Palatino) riceveva il privilegio della Milizia, ovviamente (in tal caso, senza presupposti né effetti del titolo equestre aurato realmente conferito). Come ogni titolo di rango, risultava essere "certificazione" dello status gentilizio della famiglia, quale presupposto, e concedere la nobiltà ereditaria, quale effetto (analogamente al Cavalierato di Gran Croce dell'Ordine Piano fino alla de-nobilitazione avvenuta nel 1939 per volere di Pio XII).
Il titolo non era ereditario, ma conferiva la nobiltà generica ereditaria, almeno da Paolo III alle riforme ottocentesche. Di primaria importanza storica le subcollazioni di Paolo III e Sisto V alle università di Macerata e Fermo (si vedano le cronache del conferimento al Dominus Angelo Palombi), affinché potessero concedere a nome del pontefice Milizia Aurata e Palatinato. Il Sovrano Ordine di Malta, considera il Palatinato di nobiltà generosa solo se in presenza della Milizia Aurata.
Tra 1803 e 1815, Pio VII ricondusse il titolo nell'ambito di un ordine statutario, ma nel mantenimento delle prerogative di nobilitazione legate al rango; diversamente, con Gregorio XVI e Pio X, verrà a perdere valore nobiliare sia nei presupposti pretesi che negli effetti, divenendo un titolo onorifico e mantenendo l'assetto di ordine equestre.

### Assorbimento e scorporamento dall'Ordine di San Silvestro; l'ordine oggi

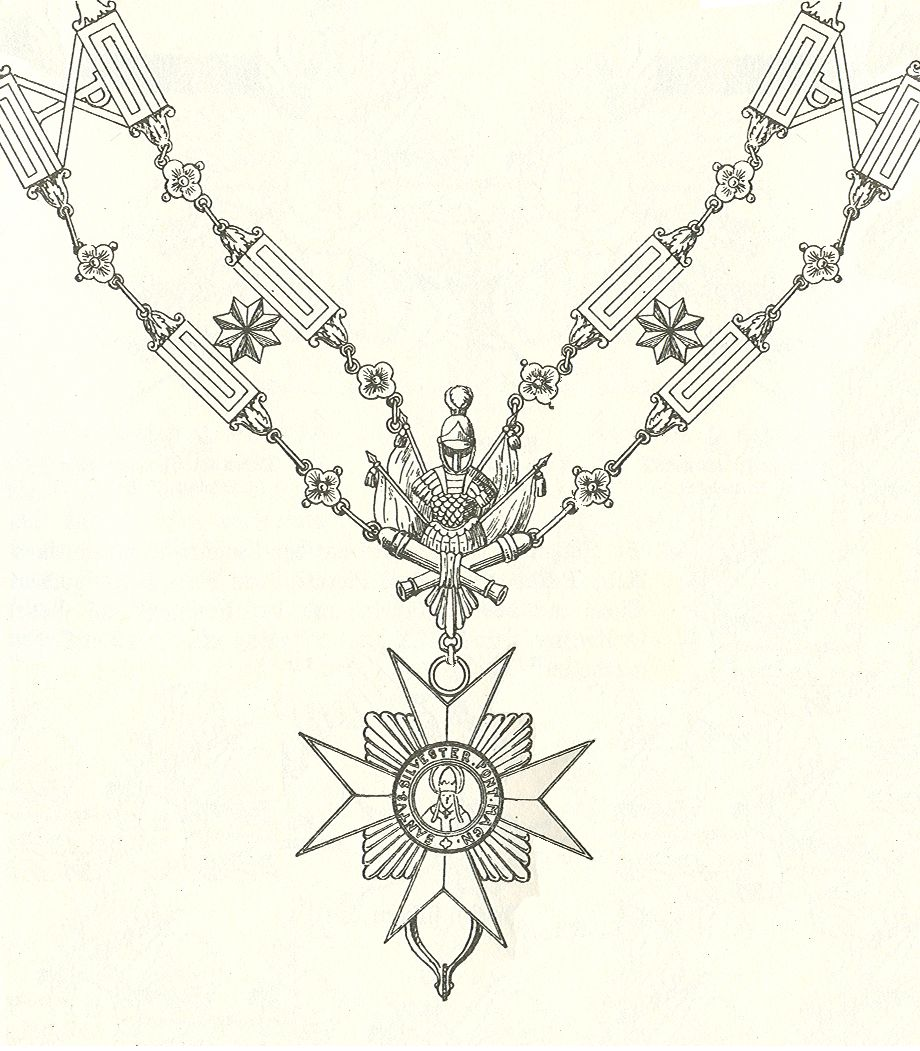
Il collare dell'Ordine di San Silvestro e della Milizia Aurata prima delle riforme del 1905: si notino le insegne dell'Ordine di San Silvestro con l'aggiunta dello sperone sotto la croce derivato appunto dall'unificazione con l'ordine dello Speron d'oro

Nel 1841, papa Gregorio XVI, decise di assorbire l'Ordine dello Speron d'oro in quello di Ordine di San Silvestro da poco creato con la dicitura Ordine di San Silvestro e della Milizia Aurata. Papa Pio X, però, decise di restaurarlo nel proprio status separato con decreto del 7 febbraio 1905, in commemorazione del giubileo d'oro della definizione dogmatica dell'Immacolata Concezione, ponendolo sotto il patronato della Beata Vergine Maria.
Esso viene ritenuto il più antico ordine cavalleresco della Santa Sede. L'onorificenza viene conferita motu proprio dal Papa. Esso viene conferito solo per merito, non tenendo conto perciò della nobiltà di nascita, come era caratteristica del vecchio titolo. Esso viene comunemente considerato il secondo ordine della Chiesa cattolica in merito d'importanza dopo l'Ordine Supremo del Cristo. L'ultimo insignito fu il granduca Giovanni di Lussemburgo (1921-2019).

### La Milizia Aurata e il Sacro Romano Impero
Dal medioevo alla fine del Sacro Romano Impero, imposta da Napoleone I a Francesco II d'Asburgo-Lorena (non più Imperatore del S.R.I., ma Imperatore d'Austria - 1806), fu concessione anche imperiale. Anche in tal caso, il titolo di Cavaliere Aurato si accompagnava a quello di Conte Palatino (per lo più, ma non sempre, concesso come titolo non ereditario) e alla nobiltà semplice ereditaria.

## La Milizia Aurata e i Titoli di rango e nobilitazione della Santa Sede
La Santa Sede ha avuto due soli Ordini di rango e nobilitazione: l'Ordine Piano di Pio IX (dalla Fondazione alla denobilitazione del 1939) con nobiltà ereditaria (Titolo di Prima Classe, poi di Gran Croce) e, per secoli, la Milizia Aurata o Speron d'oro, la quale è stata giuridicamente "usata" quale titolo di rango e nobilitazione fino al 1841, unico conferimento della Santa Sede a riconoscere nobiltà gentilizia e a concedere nobiltà ereditaria, sostituito poi, con analogo valore, dall'Ordine Piano. L'istituto di nomina scelto dai Pontefici, la collazione diretta o la subcollazione, era ed è potenzialmente "variabile", ovvero dipende dalla sola volontà del Pontefice regnante e non ha (non aveva) influenza alcuna sulle caratteristiche giuridiche del titolo, il quale, se di rango e nobilitazione, restava tale. Le modifiche giuridiche del titolo, invece, dipesero e dipendono da atti pubblici del sovrano pontefice, ovvero da decreti (Bolle) specifici; atti analoghi denobilitarono la Milizia Aurata nel 1841 e l'Ordine Piano nel 1939.

## Le insegne
L'emblema dell'Ordine, dopo la riforma del 1905, consiste in:
- Insegne: una croce ad otto punte smaltata d'oro al cui centro si trova un piccolo medaglione smaltato di bianco sul quale si trova il nome Maria circondato da un cerchio d'oro, mentre sul recto si trova la data di rifondazione MDCCCCV, circondata dalle parole "Pius X Restituit". Pendente dai piedi della croce, si trova un piccolo sperone dorato. La decorazione viene portata sospesa da un nastro rosso bordato di bianco su entrambi i lati.
- Placca: portata sul lato sinistro del petto, consiste nella stessa croce della medaglia, e completata da raggi argentati.

L'uniforme ufficiale consiste in una tunica rossa decorata con due file di bottoni, rifinita con un collare nero e polsini decorati in oro, pantaloni neri listati d'oro, spalline ornamentali con frange d'oro e sormontate con l'emblema dell'ordine, uno sperone d'oro, oltre alla presenza di un bicorno nero decorato con fili d'oro e con una coccarda coi colori papali. Al fianco una spada con le insegne dell'ordine.
I decorati dell'Ordine potevano circondare il proprio scudo araldico con le insegne dell'Ordine.

## Insigniti notabili

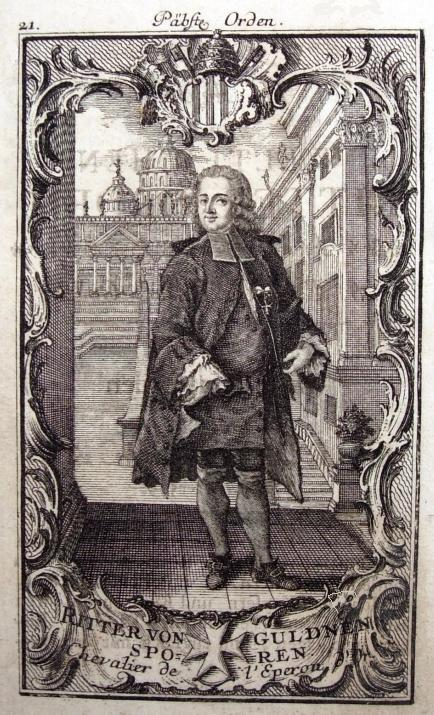
Cavaliere dell'Ordine dello Speron d'oro, incisione di Jacob Andreas Fridrich, 1756

- Lorenzo Acciaiuoli (1329-1353), militare[7]
- Selvatico Boiardo, condottiero, conferito il 16 ottobre 1367[8]
- Palla Strozzi (1372–1462), banchiere fiorentino, politico, letterato, filosofo e filologo
- Heinrich I von Olnhausen, conferito nel 1388 a Gerusalemme come cavaliere crociato
- Federico I Gonzaga (1441-1484), terzo marchese di Mantova[9]
- Francesco Secco (1423-1496), condottiero[10]
- Diego García de Paredes (1468–1533), soldato spagnolo
- Taddeo Della Volpe (1474-1534), nobile, condottiero e capitano di ventura italiano[11]
- Raffaello (1483–1520), artista
- Giulio Cesare Scaligero (1484–1558), conferitogli per mano dell'imperatore Carlo V
- Gian Giorgio Trissino (1478-1550), letterato, conferitogli per mano dell'imperatore Carlo V nel 1532[12]
- Tiziano, artista, conferitogli per mano dell'imperatore Carlo V
- Baccio Bandinelli (1493–1560), conferitogli per mano dell'imperatore Carlo V
- Giorgio Vasari, artista e biografo
- Mag.co Cav. Leonardo dei Signori di Comenduno, (+ ottobre 1523). Avvocato, figlio del Nobile uomo Carlo dei Signori di Comenduno
- Orlando di Lasso, compositore, conferito da papa Gregorio XIII[13]
- Giorgio Basta (1544-1607), conferitogli per mano dell'imperatore Rodolfo II[14]
- Pomponio Nenna (1556–1613), compositore, conferitogli per mano dell'imperatore Carlo V nel 1530
- Ventura Salimbeni (1568–1613), pittore manierista senese e stampatore
- Bonifazio Bevilacqua Aldobrandini (1571–1627), cardinale italiano e zio di papa Gregorio XIV
- Krispin Zelger (1571-1626), politico e condottiero svizzero
- Nicholas Plunkett (1602–1680), avvocato irlandese e capo confederato
- Franz Haffner (1609-1671), notaio, storico e politico svizzero, conferito da Clemente VII[15]
- Andrea Malinconico (1635-1698), pittore napoletano
- Antonio Latini (1642–1692), steward di Antonio Barberini, cardinal-nipote di Urbano VIII
- Alessandro Scarlatti (1660-1725), compositore siciliano
- Giovanni Cadioli (1710–1767), pittore e architetto italiano
- Christoph Willibald Gluck (1714–1787), compositore classico tedesco
- Bartolomeo Cavaceppi (c. 1716–1799), scultore italiano
- Giovanni Battista Piranesi (1720- 1778), incisore, architetto e teorico dell'architettura italiano
- Giacomo Casanova (1725–1798)[16]
- Giovanni Gallini (1729–1805), danzatore e impresario teatrale a Londra 1760–1800
- Wolfgang Amadeus Mozart (1756–1791), compositore, all'età di 14 anni[17]
- Niccolò Paganini, ricevette l'onorificenza da papa Leone XII a Roma nel 1827.
- Miklós Horthy (1868-1957), reggente del regno d'Ungheria (1920-1944)
- Mohammad Reza Pahlavi (1919–1980), scià dell'Iran
- Giovanni di Lussemburgo (1921-2019), granduca di Lussemburgo